# Messestädte-Pokal 1958–1960
Der 2. Messestädte-Pokal wurde von 1958 bis 1960 ausgetragen. CF Barcelona besiegte im Finale Birmingham City
und gewann den Messepokal damit bereits zum zweiten Mal.

## 1. Runde
Die Spiele fanden zwischen dem 24. September 1958 und dem 4. März 1959 statt.
|                             | Gesamt |                   | Hinspiel | Rückspiel |
| --------------------------- | ------ | ----------------- | -------- | --------- |
| Royale Union Saint-Gilloise | 6:2    | Leipzig           | 6:1      | 0:1       |
| Hannover 96                 | 2:4    | AS Rom            | 1:3      | 1:1       |
| Köln                        | 2:4    | Birmingham City   | 2:2      | 0:2       |
| Zagreb                      | 4:3    | Újpesti Dózsa SC  | 4:2      | 0:1       |
| Kopenhagen                  | 2:7    | FC Chelsea        | 1:3      | 1:4       |
| Belgrad                     | 11:40  | FC Lausanne-Sport | 6:1      | 5:3       |
| Basel                       | 3:7    | CF Barcelona      | 1:2      | 2:5       |
| Inter Mailand               | 8:1    | Olympique Lyon    | 7:0      | 1:1       |

## Viertelfinale
Die Spiele fanden zwischen dem 22. April 1958 und dem 30. September 1959 statt.
|                             | Gesamt |               | Hinspiel | Rückspiel |
| --------------------------- | ------ | ------------- | -------- | --------- |
| Royale Union Saint-Gilloise | 3:1    | AS Rom        | 2:0      | 1:1       |
| Birmingham City             | 4:3    | Zagreb        | 1:0      | 3:3       |
| FC Chelsea                  | 2:4    | Belgrad       | 1:0      | 1:4       |
| CF Barcelona                | 8:2    | Inter Mailand | 4:0      | 4:2       |

## Halbfinale
Die Hinspiele fanden am 7./28. Oktober, die Rückspiele am 11. November/9. Dezember 1959 statt.
|                             | Gesamt |                 | Hinspiel | Rückspiel |
| --------------------------- | ------ | --------------- | -------- | --------- |
| Royale Union Saint-Gilloise | 4:8    | Birmingham City | 2:4      | 2:4       |
| Belgrad                     | 2:4    | CF Barcelona    | 1:1      | 1:3       |

## Finale

### Hinspiel
| Birmingham City                                    | Birmingham City | CF Barcelona | CF Barcelona |
| -------------------------------------------------- | --- | --- | ------------ |
| Birmingham City                                    | \| 29. März 1960 in Birmingham (St. Andrew’s Stadium) \| \| Ergebnis: 0:0 \| \| Zuschauer: 40.524 \| \| Schiedsrichter: Lucien Van Nuffel ( Belgien) \|                                         | \| 29. März 1960 in Birmingham (St. Andrew’s Stadium) \| \| Ergebnis: 0:0 \| \| Zuschauer: 40.524 \| \| Schiedsrichter: Lucien Van Nuffel ( Belgien) \|                                                                 | CF Barcelona |
| Birmingham City                                    | Johnny Schofield – Brian Farmer, George Allen – Johnny Watts, Trevor Smith , Richard Neal – Gordon Astall, Johnny Gordon, Donald Weston, Bryan Orritt, Harry Hooper Cheftrainer: Albert Beasley | Antoni Ramallets – Ferran Olivella, Rodri, Sígfrid Gràcia – Joan Segarra , Enrique Gensana – Luis Coll, Sándor Kocsis, Eulogio Martínez, Enrique Ribelles, Ramón Villaverde Cheftrainer: Helenio Herrera ( Argentinien) | CF Barcelona |
| 29. März 1960 in Birmingham (St. Andrew’s Stadium) | | |              |
| Ergebnis: 0:0                                      | | |              |
| Zuschauer: 40.524                                  | | |              |
| Schiedsrichter: Lucien Van Nuffel ( Belgien)       | | |              |

### Rückspiel
| CF Barcelona                                 | CF Barcelona | Birmingham City | Birmingham City |
| -------------------------------------------- | --- | --- | --------------- |
| CF Barcelona                                 | \| 4. Mai 1960 in Barcelona (Camp Nou) \| \| Ergebnis: 4:1 (2:0) \| \| Zuschauer: 70.000 \| \| Schiedsrichter: Lucien Van Nuffel ( Belgien) \|                                                                    | \| 4. Mai 1960 in Barcelona (Camp Nou) \| \| Ergebnis: 4:1 (2:0) \| \| Zuschauer: 70.000 \| \| Schiedsrichter: Lucien Van Nuffel ( Belgien) \|                                                  | Birmingham City |
| CF Barcelona                                 | Antoni Ramallets – Ferran Olivella, Rodri, Sígfrid Gràcia – Martín Vergés, Joan Segarra – Luis Coll, Enrique Ribelles, Eulogio Martínez, László Kubala, Zoltán Czibor Cheftrainer: Helenio Herrera ( Argentinien) | Johnny Schofield – Brian Farmer, George Allen – Johnny Watts, Trevor Smith , Richard Neal – Gordon Astall, Johnny Gordon, Donald Weston, Peter Murphy, Harry Hooper Cheftrainer: Albert Beasley | Birmingham City |
| CF Barcelona                                 | 1:0 Eulogio Martínez (3.) 2:0 Zoltán Czibor (7.) 3:0 Zoltán Czibor (51.) 4:0 Luis Coll (80.) | 4:1 Harry Hooper (83.) | Birmingham City |
| 4. Mai 1960 in Barcelona (Camp Nou)          | | |                 |
| Ergebnis: 4:1 (2:0)                          | | |                 |
| Zuschauer: 70.000                            | | |                 |
| Schiedsrichter: Lucien Van Nuffel ( Belgien) | | |                 |

## Beste Torschützen
| Rang | Spieler            | Klub            | Tore |
| ---- | ------------------ | --------------- | ---- |
| 1    | Bora Kostić        | Belgrad         | 6    |
| 2    | Eddie Firmani      | Inter Mailand   | 5    |
|      | Bernard Larkin     | Birmingham City | 5    |
|      | Harry Hooper       | Birmingham City | 5    |
| 5    | Zoltán Czibor      | CF Barcelona    | 4    |
|      | Evaristo de Macedo | CF Barcelona    | 4    |
|      | Eulogio Martínez   | CF Barcelona    | 4    |